# Psychophasma albidator
Psychophasma albidator är en fjärilsart som beskrevs av Walker 1865. Psychophasma albidator ingår i släktet Psychophasma och familjen björnspinnare. Inga underarter finns listade.